# Diamantinasaurus
Diamantinasaurus é um gênero de dinossauro saurópode descoberto na formação Winton, uma região rochosa do período Cretáceo localizada no estado de Queensland, nordeste da Austrália. É a única espécie descrita para o gênero Diamantinasaurus.